# Fort Johnson

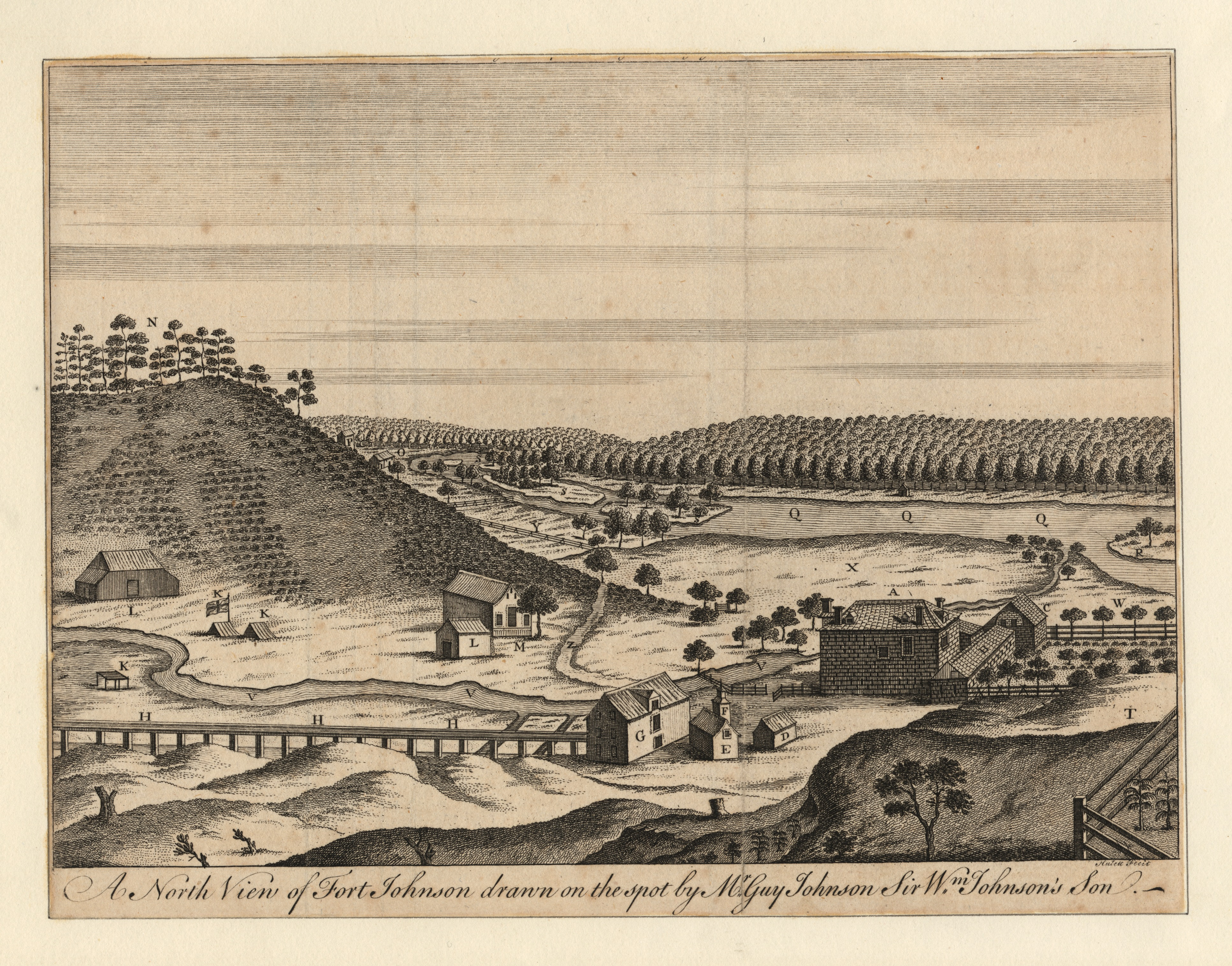
Vista desde el norte dibujada por Guy Johnson

Fort Johnson es una villa ubicada en el condado de Montgomery en el estado estadounidense de Nueva York. En el año 2010 tenía una población de 490 habitantes.

## Geografía
Fort Johnson se encuentra ubicada en las coordenadas 42°57′30″N 74°14′10″O / 42.95833, -74.23611.

## Demografía
Según la Oficina del Censo en 2000 los ingresos medios por hogar en la localidad eran de $37,639, y los ingresos medios por familia eran $44,750. Los hombres tenían unos ingresos medios de $31,776 frente a los $22,813 para las mujeres. La renta per cápita para la localidad era de $21,172. Alrededor del 7.1% de la población estaban por debajo del umbral de pobreza.